# Jaume Ferrer
Jaume Ferrer foi um explorador maiorquino do século XIV e capitão do mar.

## Vida
Era capitão de uma expedição marítima que partiu do porto de Palma a 10 de agosto de 1346. A expedição perseguia o objetivo de explorar a costa da África Ocidental e possíveis depósitos de ouro. Ferrer veio antes da posterior expedição portuguesa e genovesa à foz do Níger. Sua navegação é anotada no atlas mundial catalão de 1375.
Ferrer também comandou navios mercantes entre Mallorca e portos na Flandres, bem como para destinos no Mediterrâneo, como portos na Sicília e Gênova.